# グッドラックヘイワ
グッドラックヘイワ（GOODLUCKHEIWA）とは、日本のインストゥルメンタルバンドである。

## メンバー
- 野村卓史 （のむら たくじ、1978年12月21日 - ）キーボード担当。
  - NATSUMENや元BEAT CRUSADERSのメンバーケイタイモを中心に結成された WUJA BIN BIN のメンバー。キセルやbonobosのサポートも行う。
- 伊藤大地 （いとう だいち、1980年3月8日 - ）ドラムス担当。

## 概要
共にSAKEROCKの結成メンバーであり、野村がSAKEROCKを脱退したのち、2004年に伊藤の誘いにより結成。

## ディスコグラフィー

### アルバム
1. GOODLUCKHEIWA（2006年08月25日）
ROLL SLICE／PENGUIN & CAMEL／LOCA'S MOON／PHAKCHEE KOU-EN／TIKOKU／COUCH POTATE WALT
2. Patchwork（2008年01月09日）
Professor's Blues-Rhumba／Monsieur MIYATAKE／Stupid Warp／Misinner Blues／International P.G.R.／宇宙の犬／Kumbai Kumbai Cello／風だ谷だnow！滋賀／キョホートパクチー
3. THUNDER（2009年06月17日）
Ody Perc Tone／Fiesta Piano／黒ダイヤ定食／Guidance／麒麟坊／干支ノス／習う／Ghede Humming／ Blue Cosmic, For Fa
4. Lm（2017年11月29日）
風見鶏／てくてく様（Lm ver.）／ピンポンパール（Lm ver.）／neguse／シティ（Lm ver.）／長生き／習う／atmosphere

### シングル
1. Flash車返Disc団地（CD＋DVD 2枚組､2010年2月9日）
(CD)Fancy Journy／てくてく様／床シンセ
(DVD)Chinese Skater／干支ノス／習う
2. ピンポンパール（2016年）※ダウンロードコード付きめんこ
ピンポンパール
3. clap（2024年1月10日）SHOCHIKU RECORDS
clap

### 企画盤
1. SUPER GATTAI BOX（2016年） - 過去のアルバム未収録曲とライブテイク
Sandy Monorail／Flying Tape／Blues Rhumba／宇宙の犬（1st take ver）／Chinese Skater／roll slice／guarachi guaro／tikoku／キリン／黒ダイヤ定食／Thunder & Peace Live Se2／チョコボのテーマ／Fancy Journy／てくてく様／床シンセ
※1st〜3rdアルバムと本作品を収納できる「スーパー合体ボックス」付き
2. GOODLUCKHEIWAの森山中教習所 SOUNDTRACK（2017年1月18日）※配信リリースおよび映画『森山中教習所』DVD&Blu-rayセル版に付録
birthday／一瞬／Inside trunk／奇遇／シティ／教習所の人々／水風船／水風船 大人ver.／鹿をみた／バックでＳ字／轟木と清高／仮免試験のテーマ／卒業検定／end of summer／牛松屋にて／轟木と清高（out take）

### その他
- VA.GINJIN RECORDS「GINJIN ZOO」(16.｢キリン｣ 2009年9月15日)
- VA.スクエニ「LOVE SQ」(05.FINAL FANTASY「チョコボのテーマ」2009年11月25日）
- VA.SMD itaku「FINAL FANTASY TRIBUTET〜HANKS」〜(DISC1 03.｢チョコボのテーマ」2012年12月5日）

### 映画
- 『WOOD JOB!〜神去なあなあ日常〜』 (2014年) ※野村が劇伴(音楽)を担当、伊藤も演奏参加している。
- 森山中教習所 (2016年)
- ヒメアノ〜ル (2016年) ※野村が劇伴(音楽)を担当